# Ansuvimab
Ansuvimab, venduto con il nome commerciale Ebanga, è un anticorpo monoclonale utilizzato per il trattamento dell'Ebola causata dallo Zaire ebolavirus, il cui meccanismo d'azione si basa sul legame con le glicoproteine virali.
L'uso più o meno contemporaneo con il vaccino vivo contro l'Ebola ne può ridurre l'efficacia.
La somministrazione avviene per via endovenosa.
Gli effetti collaterali comuni includono febbre, battito cardiaco accelerato, diarrea, vomito, ipotensione e a volte reazioni allergiche.
Può essere utilizzato a qualsiasi età e durante la gravidanza.
Ansuvimab è stato approvato per uso medico negli Stati Uniti nel 2020 e risulta inserito nell'elenco dei medicinali essenziali dell'Organizzazione mondiale della sanità dal 2023.
Originariamente prodotto dal National Institutes of Health (NIH) la licenza di produzione è stata poi concessa alla Ridgeback Biotherapeutics.
La Biomedical Advanced Research and Development Authority (BARDA) ha inoltre stanziato quasi 11 milioni di dollari per ulteriori sviluppi.